# Massachusett
|  | Per a altres significats, vegeu «Massachusetts». |

Els massachusett eren una tribu índia algonquina, que també comprenia els natick, nonamtum i ponkapog.

## Localització
Vivien a la costa de Massachusetts, vora l'actual Boston, i als marges de la Badia de Massachusetts, des de Salem a Plymouth.

## Demografia
A començaments del segle xvii tenien 3.000 guerrers, però foren reduïts a 500 individus el 1631. El 1980 eren uns 1.200 amb els wampanoag.

## Costums
Tenien unes vint viles i foren cristianitzats pels puritans el 1629. Es dedicaven al conreu del moresc i d'altres cereals, a la cacera i a la pesca. Es movien estacionalment per tal d'explotar millor els recursos alimentaris de la zona. Es dividien en dues bandes, cadascuna amb un propi sachem. Vivien en wigwams i culturalment eren similars als altres algonquins de Nova Anglaterra.

## Història
Ja patiren una epidèmia de pesta el 1617 que els va reduir moltíssim. I el 1630 John Winthrop establí una colònia al seu territori, a la badia de Massachusetts. El 1629 foren aconvertits al cristianisme pels puritans, i en la seva llengua John Eliot va compondre la Bíblia índia. Però el 1633 una nova epidèmia de verola els va fer gairebé desaparèixer com a tribu i s'uniren als wampanoag. Endemés, el 1869 els retiraren l'estatut d'indis i passaren a ser ciutadans nord-americans. Actualment hi sobreviuen dues comunitats: una a Natick (coneguts com a praying indians) i una altra, els Ponkapoag, resideixen en dues comunitats, una a Brockton, Massachusetts, i l'altra a Canton, Massachusetts (l'últim membre d'aquesta comunitat va morir el 1852 als 101 anys).